# Daszyna (gromada)
Daszyna – dawna gromada w Polskiej Rzeczypospolitej Ludowej w latach 1954–1972.
Gromadę Daszyna z siedzibą GRN w Daszynie utworzono w powiecie łęczyckim w woj. łódzkim, na mocy uchwały nr 32/54 WRN w Łodzi z dnia 4 października 1954. W skład jednostki weszły obszary dotychczasowych gromad Daszyna, Jarochów, Osędowice, Żelazna Nowa, Żelazna Stara i Sławoszew (z wyłączeniem wsi i parcelacji Miroszewice) oraz kolonia Krężelewice i P.G.R. Koryta z dotychczasowej gromady Krężelewice ze zniesionej gminy Mazew, ponadto kolonia Jabłonna z dotychczasowej gromady Gołocice ze zniesionej gminy Topola, w tymże powiecie. Dla gromady ustalono 23 członków gromadzkiej rady narodowej.
Gromada przetrwała do końca 1972 roku, czyli do kolejnej reformy gminnej. 1 stycznia 1973 w powiecie łęczyckim utworzono gminę Daszyna.